# Gâteau battu
Le gâteau battu (en picard : ech wâtieu batu) est une spécialité régionale de la Picardie, notamment de la Somme (tout particulièrement Abbeville et ses environs). Il s'agit d'un type de gâteau réalisé avec une grande quantité de beurre et de jaunes d'œuf.

## Caractéristiques
Le gâteau battu, riche en jaunes d'œufs et en beurre, est de forme haute et cylindrique. Il est généralement confectionné avec une douzaine d'œufs.
L'adjectif battu vient du fait que lors de la préparation, la pâte est battue à la main longuement pour obtenir une consistance souple et légère à la cuisson.
La cuisson se fait dans un moule cannelé haut et cylindrique qui lui donne la forme particulière d'une toque de cuisinier. La pâte du gâteau battu est aérée et moelleuse.

## Historique
On trouve la trace du gâteau battu au XVIIe siècle, dans la cuisine flamande, où il était appelé « gasteau mollet » ou « pain aux œufs ».
C'est dans la dernière partie du XIXe siècle qu'il s'implante dans la cuisine picarde et reçoit son nom actuel. Couramment servi lors des fêtes de village, ou des grandes fêtes familiales, telles que les baptêmes et les communions, il est reconnu spécialité régionale de la Picardie en 1900. Sa fabrication et sa consommation sont surtout présentes dans le Vimeu, le Ponthieu, le Marquenterre et  l'Amiénois.
Depuis 1992, il existe une Confrérie du gâteau battu, destinée à garantir la pérennité de sa fabrication artisanale. Celle-ci a désormais son siège à Mers-les-Bains. Son grand-maître est Mme Andrée Lemercier. Chaque année, la confrérie organise un concours du meilleur gâteau battu à l'issue duquel elle remet des diplômes. La confrérie délivre aussi, tous les deux ans, à des boulangers pâtissiers des agréments pour le confectionner. L'association a pour signe de ralliement un chapeau en forme de gâteau battu, que seuls les membres de la confrérie portent, avec une tenue Bleu et Or, aux couleurs de la ville d'Abbeville.

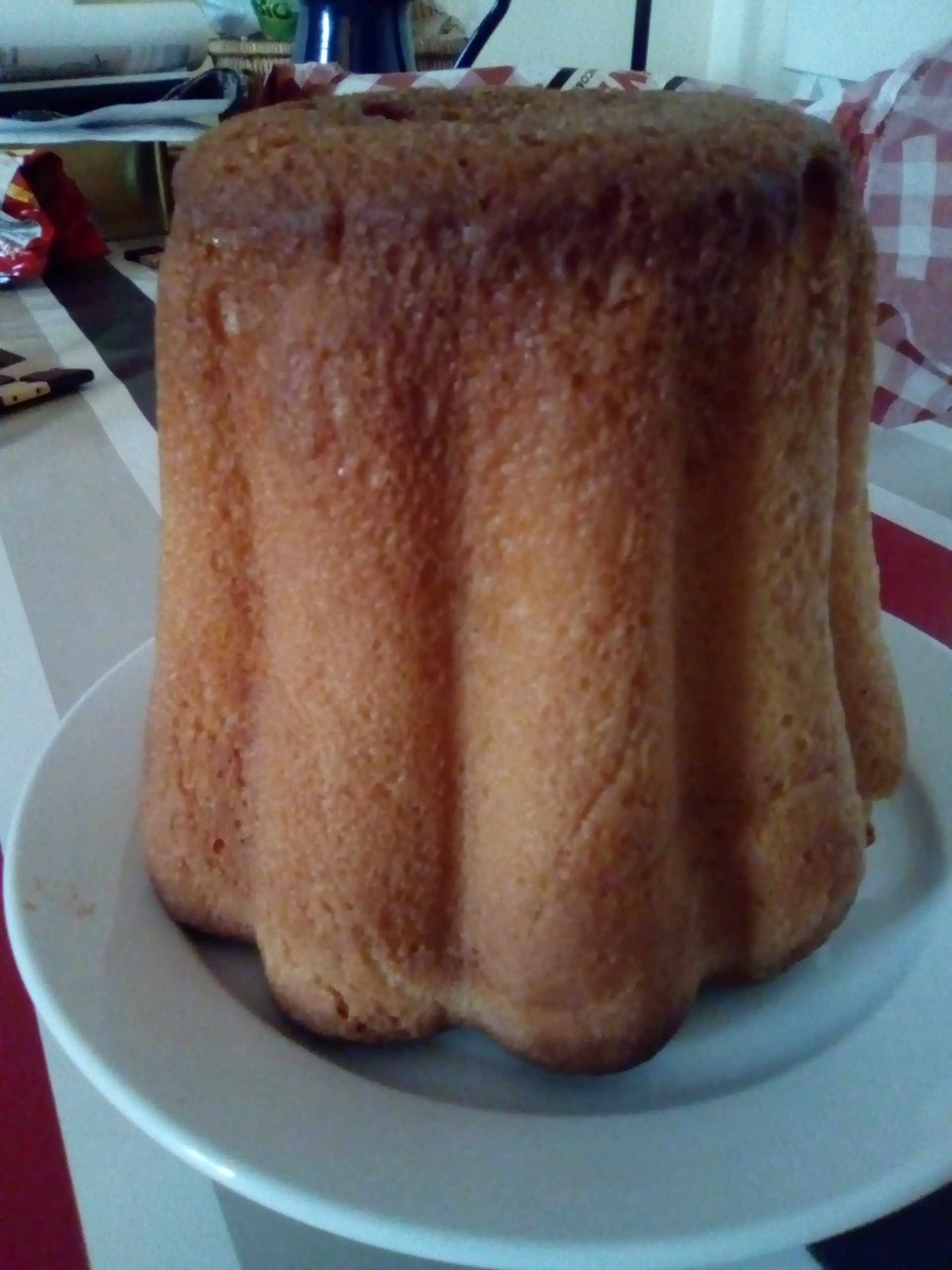
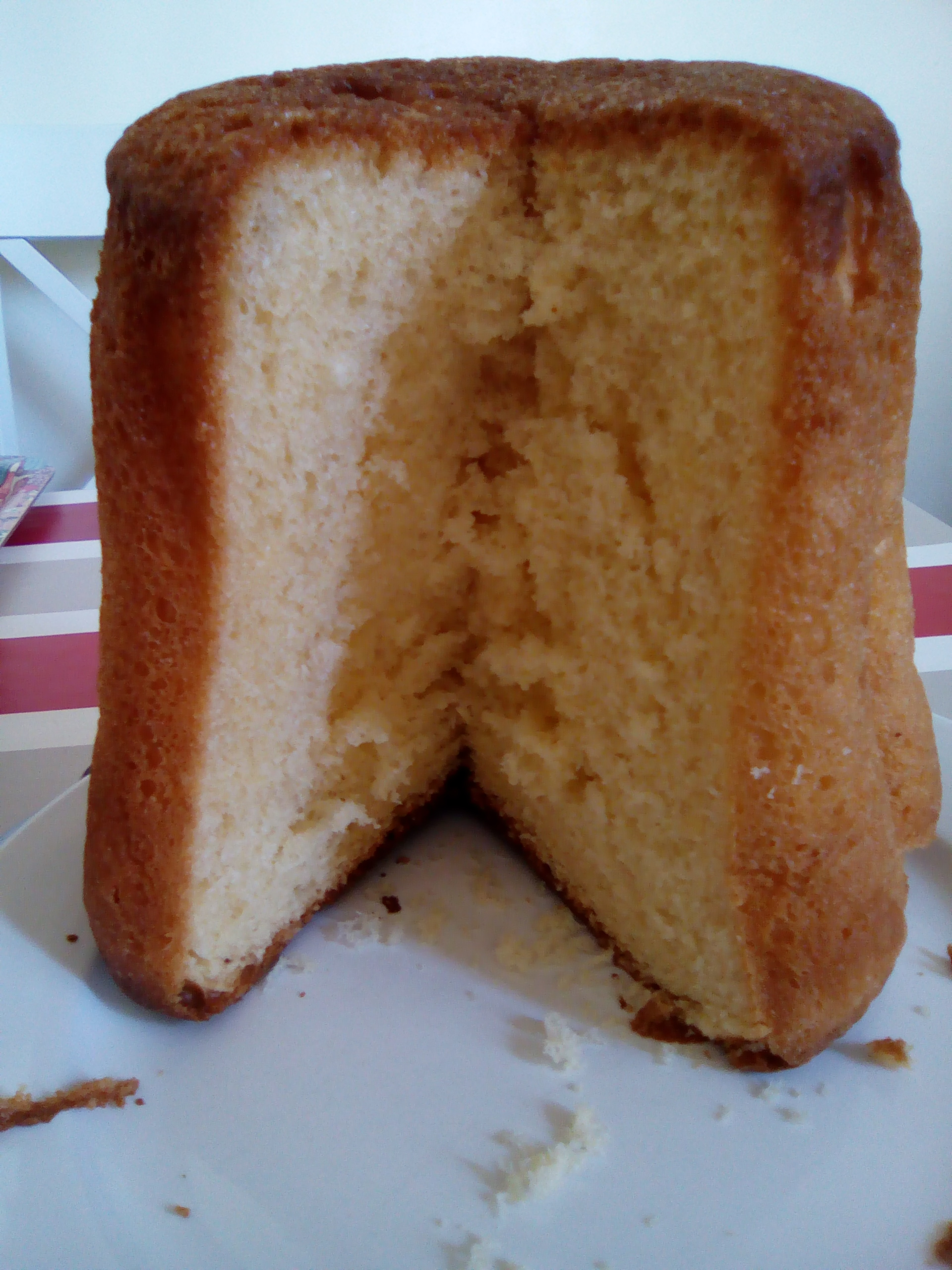
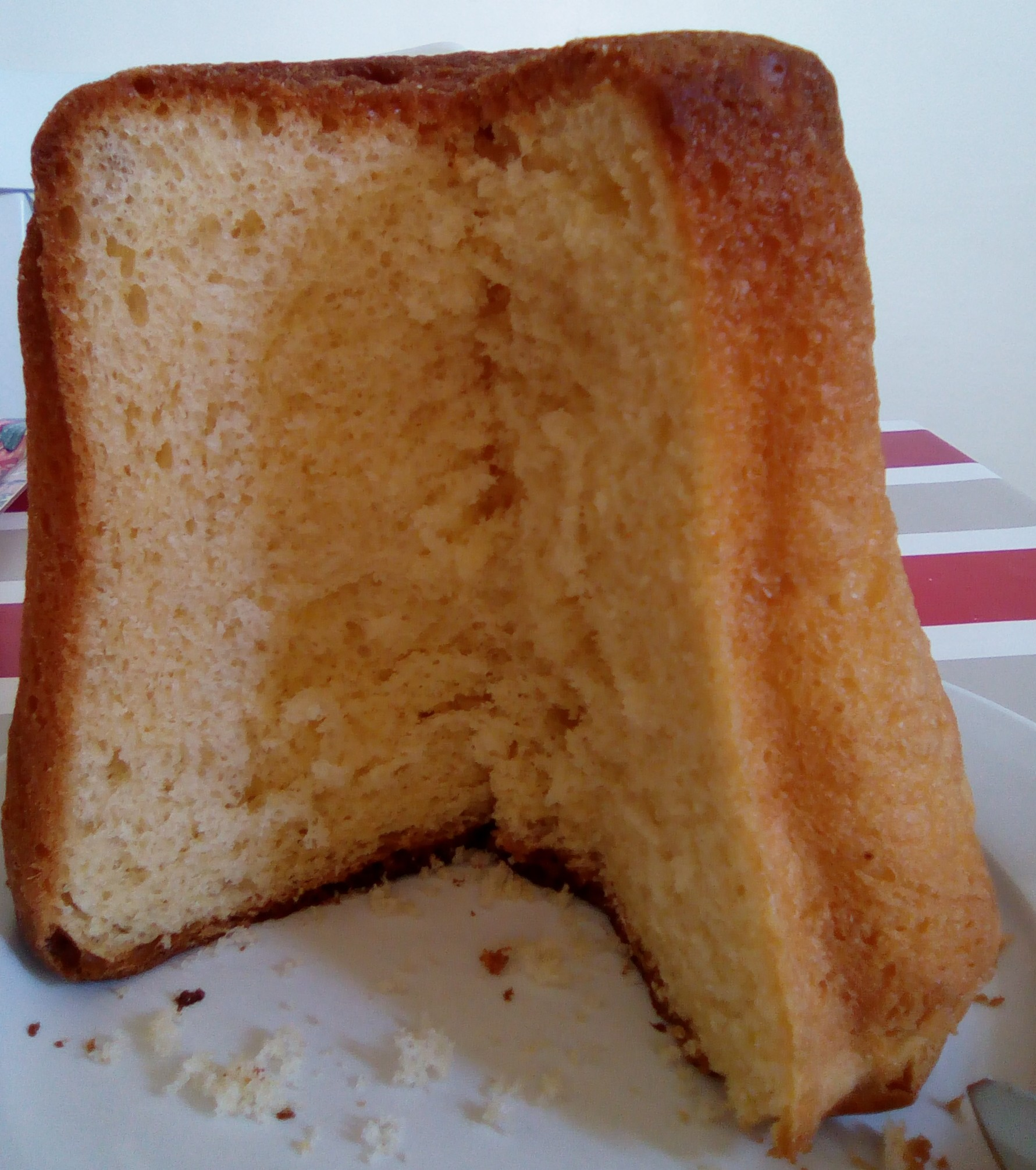